# Paraclius arcuatus
Paraclius arcuatus är en tvåvingeart som först beskrevs av Friedrich Hermann Loew 1861.  Paraclius arcuatus ingår i släktet Paraclius och familjen styltflugor. Inga underarter finns listade i Catalogue of Life.